# Ehretia dunniana
Ehretia dunniana är en strävbladig växtart som beskrevs av H. Lév. Ehretia dunniana ingår i släktet Ehretia och familjen strävbladiga växter. Inga underarter finns listade i Catalogue of Life.